# Tekken (Film)
Tekken ist ein im Januar 2010 veröffentlichter Martial-Arts-Film, der sich an der Spieleserie Tekken orientiert. Nachdem bereits 1998 mit Tekken: The Motion Picture eine Animeverfilmung der Tekken-Reihe veröffentlicht wurde, ist dies die erste Realverfilmung. Das Budget des Films betrug 35 Millionen US-Dollar.
Die Beat-’em-up-Adaption wurde in Deutschland am 24. September 2010 auf DVD und Blu-ray in zwei Schnittfassungen, als gekürzte FSK-16- und als FSK-18-Fassung, veröffentlicht.
Mit Tekken 2: Kazuya’s Revenge, auch Tekken: A Man Called X, wurde 2014 ein Prequel veröffentlicht.

## Handlung
Nach den großen Kriegen sind die Staaten zerbrochen; die Welt steht unter der Kontrolle von wenigen Konzernen, die eigene abgeschlossene Parallelgesellschaften bilden. Einer ist Tekken, der von dem ehemaligen Iron-Fist-Champion Heihachi Mishima geleitet wird. Jedes Jahr messen sich die Corporationen in einem internationalen Turnier, dem Iron Fist Tournament. Neben den besten Kämpfern der Konzerne gibt es für jeden, der es schafft, in einem Auswahlkampf zu bestehen, die Möglichkeit, am Iron Fist teilzunehmen.
Jin, ein junger Mann, der davon lebt, Tekken zu bestehlen, und in den Slums außerhalb lebt, tritt nach einem Diebstahl eine Reihe von Ereignisse los. Nachdem die Tekken Jackhammers (eine Gruppe von Todesschwadronen des Konzerns) ihn jagen, töten sie seine Mutter Jun Kazama, die ihn in der Kampfkunst unterrichtete und davon abhielt, Tekken näher zu kommen. Nach ihrem Tod stellt Jin fest, dass sie selbst aus Tekken stammte. Wütend über den Mord an seiner Mutter, meldet er sich zu den offenen Iron-Fist-Ausscheidungskämpfen und gewinnt als Slumbewohner und wird deren Vertreter.
Nach dem Turnier trifft er den ehemaligen Iron-Fist-Kämpfer Steve Fox, der sich anbietet, ihm als Manager und Mentor beizustehen. In Tekken kommt er der Kämpferin Christie Monteiro freundschaftlich wie erotisch näher. Heihachis Sohn Kazuya Mishima erkennt den Kampfstil von Jin. Seine Nachforschungen ergeben, dass er dessen Vater ist, der seine Mutter, ebenfalls eine erfolgreiche Turnierkämpferin, vergewaltigt hatte, die, wie sich später herausstellt, nur mit der Hilfe von Heihachi fliehen konnte.
Kazuya, seines Vaters überdrüssig, beschließt, dessen Vormundschaft zu überwinden, und reißt die Macht in der Stadt an sich. Er verschärft die Regeln für das Turnier, so dass die Kämpfe nun bis zum Tod geführt werden, und nimmt seinen Vater, Jin und die anderen Kämpfer gefangen. Jin besteht gegen den stärksten Kämpfer, sein Vater beschließt daraufhin, die Sache selbst „zu erledigen“, doch Jin kann ihn besiegen.
Nach dem Abspann des Films sieht man den totgeglaubten Heihachi Mishima, wie er die Loyalität eines seiner Tekken Jackhammers wiedergewinnt.

## Unterschiede zur Spielereihe
- Im Film heißt die Firma von Heihachi Tekken, in den Spielen ist es die Mishima Zaibatsu. Auch die Orte sind anders, der Tekken-Konzern beherrscht Nordamerika, die Mishima-Zaibatsu befindet sich jedoch in Japan.
- Yoshimitsu arbeitet im Film für die Mishimas, in der Spielserie ist er ein Cyborg und war Anführer eines Ninjaclans (Manji Clan), und außerdem erklärter Erzfeind der Mishimas, der diese gerne mit Überfällen und teils sehr humorvollen Aktionen auf Trab hält. Er arbeitet dort nicht für die Mishimas, sondern nimmt aus verschiedenen persönlichen Gründen an den Turnieren teil, zum Beispiel um den Wissenschaftler, der ihn zum Cyborg machte zu retten, oder um das gewonnene Geld in Hilfsprojekte für Kinder zu investieren.
- In den Spielen tritt eine Roboter-Serie namens „Jack“ auf. Dieser Name tritt im Film aber nur als Wach- und Kampf-Soldat auf und nimmt nicht am Turnier teil. Die Jacks im Film sind einfache Cyborgs mit vollautomatischen Waffen, die an ihrer Überzahl den Vorteil beziehen. Der Jack im Spiel ist ein einzigartiger, autarker Roboter mit starker Panzerung und eigenem Willen und größer und stärker als die Jacks im Film.
- Steve Fox ist ein aktiver Kämpfer im Spiel, im Film tritt er als Trainer und Manager von Jin auf. Außerdem ist er eigentlich der Sohn von Nina Williams, die im Film jedoch jünger ist als er. Im Spiel befand sie sich eine Weile in Cryoschlaf und ist daher dort ebenfalls „jung geblieben“.
- Im Spiel ist Eddy der Schüler von Christies Großvater, einen Capoeira Meister und gab sein Wissen an Christie weiter und sie haben somit denselben Kampfstil. Im Film kennen sie sich nicht und Christie beherrscht einen anderen Kampfstil.
- Sowohl Kazuya als auch Jin können sich in den Spielen durch ein besonderes Gen in „Dämonen“ verwandeln. Im Film wird das nicht thematisiert.
- Im Film wurde Jun von Kazuya vergewaltigt und wurde dadurch mit Jin schwanger, aber im Spiel waren Jun und Kazuya ein Paar.
- Die Spezialeinheit der Zaibatsu wird im Film Jack Hammers genannt, obwohl sie im Spiel Tekken Force heißt.
- Die Schwestern Nina und Anna Williams sind in den Spielen verfeindet, aber im Film kämpfen sie Seite an Seite und arbeiten für Kazuya.
- Im Film ist der mit Panzerungen im Körper ausgestattete Bryan Fury der Champion des letzten Turnieres. Im Spiel war nie ein eindeutiger Champion vorhanden.
- Heihachi und Kazuya Mishima hassen sich im Spiel und wollen sich seit jeher gegenseitig umbringen. Im Film ist Kazuya der Erbe von Heihachi Mishima und wird auch von Heihachi als Sohn geliebt.

## Rezeption
„The plot of the film is a means to an end, a bridge to and a reason for its multiple fight scenes.“

„In the pantheon of videogame-to-movie adaptations, ‚Tekken‘ belongs with the successful ones like the ‚Mortal Kombats‘ and ‚Tomb Raiders‘ of the world.“

„Jeder Fan des Videospiels sollte sich den Film sparen, denn was er hier geboten bekommt ist schlichtweg eine Beleidigung und kann nur schwer gefallen. […] Eine Videospielverfilmung, bei der man sich selbst Uwe Boll für die Regie gewünscht hätte.“